# Phaonia proxima
Phaonia proxima är en tvåvingeart som först beskrevs av Wulp 1869.  Phaonia proxima ingår i släktet Phaonia och familjen husflugor. Inga underarter finns listade i Catalogue of Life.